# Puente sobre el río Tacutu

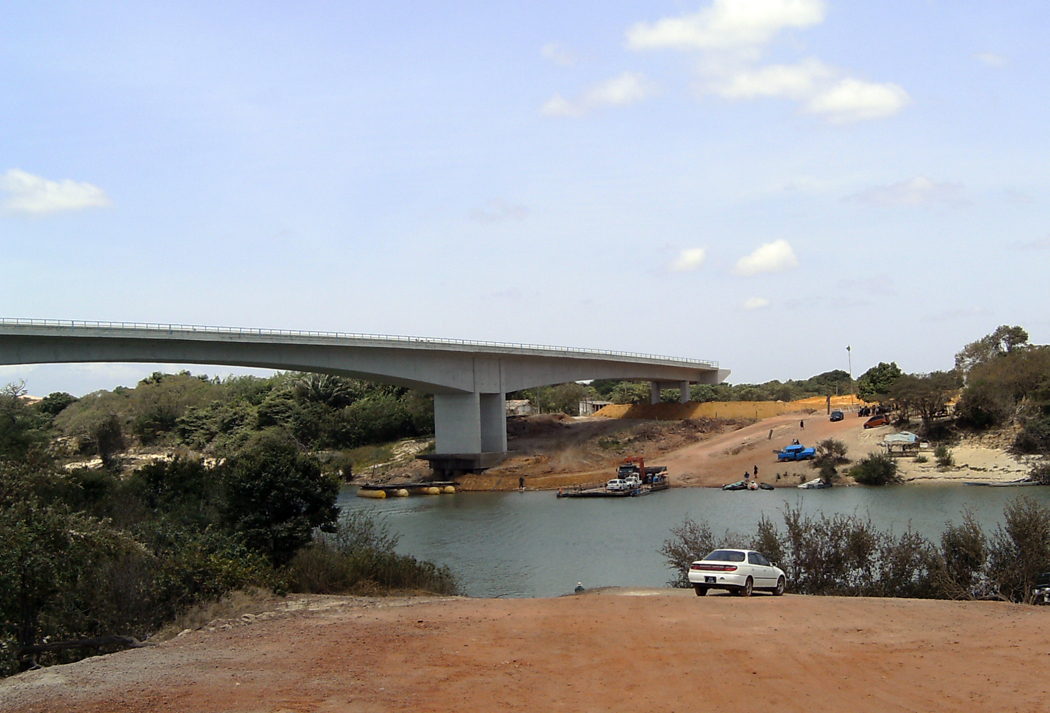
Puente sobre el río Tacutu, desde la frontera brasileña.

El puente sobre el río Tacutu es un puente internacional sobre el río Tacutu en la frontera de Brasil con Guyana, en la zona reclamada por Venezuela. Es una obra vial binacional que forma parte del plan de unión por vía terrestre de la ciudad brasileña de Boa Vista con la capital de Guyana, Georgetown, dentro del Eje del Escudo Guyanés del IIRSA, un programa para mejorar las infraestructuras de América del Sur.
Con sus 230 metros de longitud, el puente internacional es parte del trazado de la ruta BR 401, que es parte del corredor Manaos – Boa Vista – Santa Elena de Uairén – Caracas con ramales propuestos hasta Georgetown, uniendo la ciudad brasileña de Bonfim con la ciudad de Lethem en Guyana.
El puente fue terminado en 2009, y abierto al tránsito el 31 de julio de 2009; pero, no es hasta septiembre del mismo año que es inaugurado oficialmente a un costo de aproximadamente 10 millones de dólares estadounidenses costeados por Brasil, convirtiéndose un una de las principales vías de comunicación entre el CARICOM y el Mercosur.
El puente se caracteriza por ser el único puente fronterizo en Sudamérica, donde los conductores tienen que cambiar el sentido de circulación de derecha en Brasil; a manejar por la izquierda, en Guyana.